# PT 쁘라쭈압 FC
PT 쁘라쭈압 FC(태국어: สโมสรฟุตบอลพีทีประจวบ)는 쁘라쭈압키리칸주를 연고로 하는 태국의 축구단이다. 현재 타이 리그 1에 참가하고 있다.

## 우승
- 타이 리그 4: 2014
- 타이 리그컵: 2019

## 선수 명단

### 현역
참고: FIFA 자격 규정에 따라 소속된 국가대표팀 국기를 표시합니다. 선수는 복수의 FIFA 비회원국 국적을 가지고 있을 수 있습니다.
| 번호 | 포지션 | 국적 | 이름          |
| ---- | ------ | ---- | ------------- |
| 3    | DF     | 이란 | 아미르 체기니 |
| 5    | DF     |      | 아이르통      |

| 번호 | 포지션 | 국적 | 이름   |
| ---- | ------ | ---- | ------ |
| 91   | FW     |      | 크리거 |
| 99   | FW     |      | 정우근 |